# HD12751
HD12751 — хімічно пекулярна зоря спектрального класу A5, що має видиму зоряну величину в смузі V приблизно  6,7.
Вона  розташована на відстані близько 440,2 світлових років від Сонця.